# Rogaczówek
Rogaczówek – wieś w Polsce położona w województwie łódzkim, w powiecie radomszczańskim, w gminie Żytno.
| SIMC    | Nazwa | Rodzaj  |
| ------- | ----- | ------- |
| 0148100 | Kępa  | kolonia |

W latach 1975–1998 miejscowość administracyjnie należała do województwa częstochowskiego.
Jest to niewielka wieś położona ok. 3 km od Żytna w stronę Maluszyna na odcinku drogi Żytno – Silnica (pierwszy zakręt w prawo, przy krzyżu). W Rogaczówku są 34 domy i mieszka w nich 146 mieszkańców. We wsi znajduje się kilka zabytkowych kapliczek, jedna z nich pochodzi z 1936 r. i znajduje się na skrzyżowaniu, zwanym potocznie "rogatkami". Druga kapliczka została wybudowana w 1954 r. przez mieszkańców wsi, dawniej w tym miejscu stał krzyż. Przy tej kapliczce kilka razy do roku spotykają się ludzie na wspólnych modlitwach i śpiewach. W Rogaczówku znajduje się też sklep i remiza strażacka, w której latem odbywają się dyskoteki.